# Solarpark Schornhof
Der Solarpark Schornhof ist die derzeit größte Photovoltaik-Freiflächenanlage in Süddeutschland und liegt in der oberbayerischen Gemeinde Berg im Gau im Landkreis Neuburg-Schrobenhausen.
Der Solarpark hat eine Fläche von 144 Hektar und ist auf eine maximale Leistung von 120 MWp ausgelegt. Die ersten 30 MWp wurden im Oktober 2020 in Betrieb genommen. Gebaut wurde die Anlage durch die Firma Anumar aus Ingolstadt, die Investitionskosten lagen bei circa 60 Millionen Euro. Die erzeugte elektrische Energie entspricht dem durchschnittlichen Verbrauch von etwa 30.000 Haushalten mit 110 GWh pro Jahr.
2022 war eine Erweiterung auf insgesamt 190 MWp geplant.